# Anthomastus nanhaiensis
Anthomastus nanhaiensis — вид коралових поліпів із ряду альціонацей (Alcyonacea). Описаний у 2023 році.

## Поширення
Поширений на заході Тихого океану. Вивлений на схилах підводної гори Чженбей у Південно-Китайському морі.

## Назва
Видова назва nanhaiensis китайською мовою означає Південно-Китайське море, типове місце проживання виду.

## Опис
Корал з головчастою колонією, розділеною на кулясту головку і непомітну ніжку. Поліпи диморфні. Аутозооїди безплідні, великі, втягуючі, в кількості 92. Сифонозоїди плодючі, дрібні, розкидані серед автозооїдів і утворюють суцільний шар. Склерити, включаючи палички, пластинки, сильно горбисті подвійні сфероїди, булави та веретена. Антокодіальна стінка позбавлена склеритів.